# Broxbourne (district)
Broxbourne is een Engels district in het shire-graafschap (non-metropolitan county OF county) Hertfordshire en telt 97.000 inwoners. De oppervlakte bedraagt 51 km². Hoofdplaats is Broxbourne.
Van de bevolking is 14,7% ouder dan 65 jaar. De werkloosheid bedraagt 2,3% van de beroepsbevolking (cijfers volkstelling 2001).

## Plaatsen in district Broxbourne
- Broxbourne
- Cheshunt
- Hoddesdon
- Waltham Cross